# Heinrich der Fette

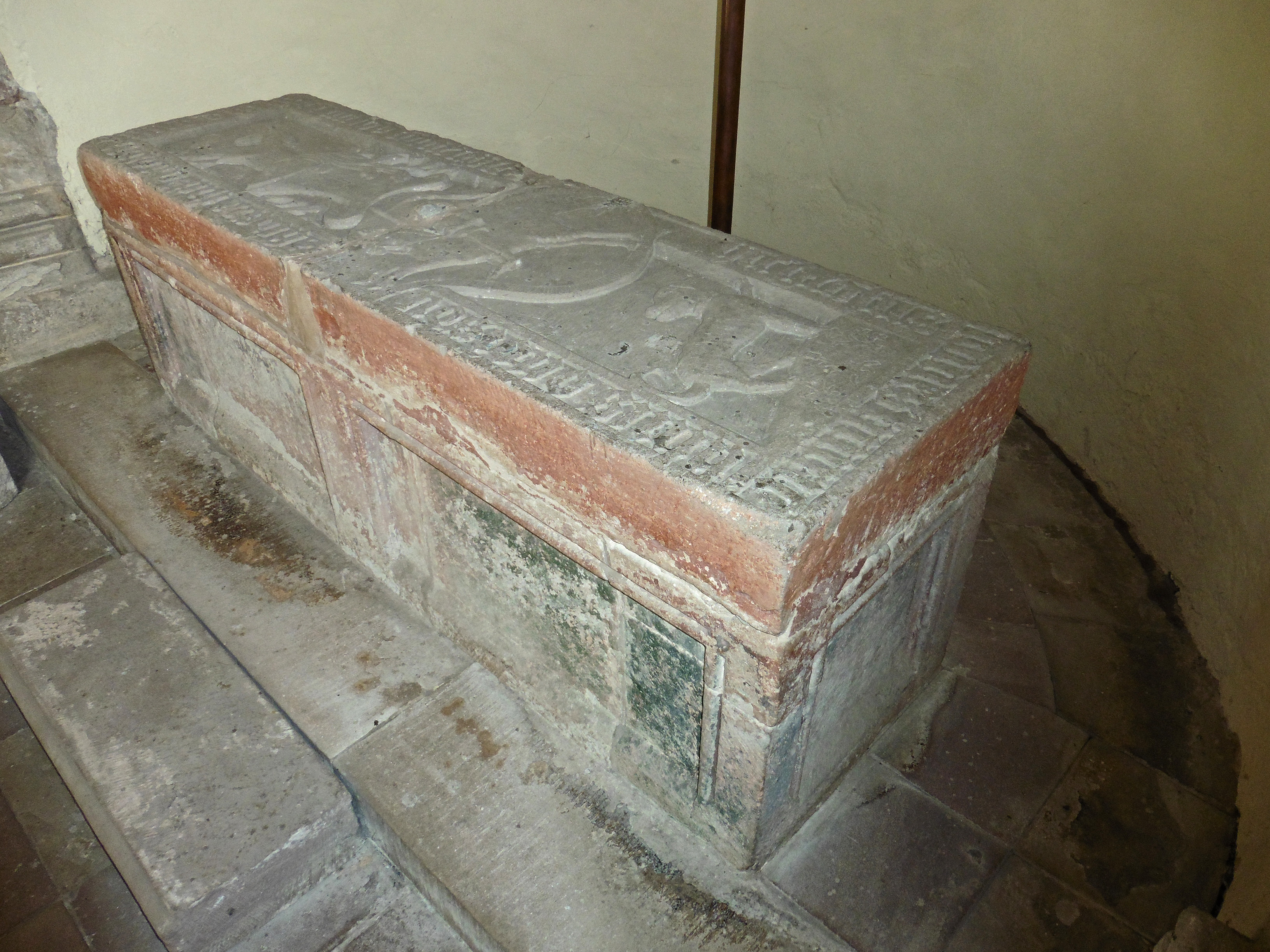
Grabplatte Heinrichs des Fetten in der Klosterkirche Bursfelde

Heinrich der Fette bzw. Heinrich der Reiche (* um 1055; † vor dem 10. April 1101) war Graf im Rittigau und im Eichsfeld und Markgraf von Friesland. Er war der älteste Sohn von Otto von Northeim und dessen Gemahlin Richenza von Schwaben.
In zeitgenössischen Quellen wird er als henricus crassus bezeichnet, wobei crassus die Bedeutung fett oder auch reich haben kann.
Heinrich übernahm 1083 die väterlichen Hausgrafschaften im Rittigau und im Eichsfeld und war damit einer der einflussreichsten sächsischen Fürsten. Um das Jahr 1086 heiratete er die reiche Witwe Gertrud die Jüngere von Braunschweig, wodurch er zu den Northeimer Ländereien die der Grafen von Katlenburg und die der Brunonen hinzufügen und seinen Einfluss weiter ausbauen konnte. Von den Grafen von Bilstein erbte er Teile des Werratals, wodurch er dessen alleiniger Herr wurde. Ferner war er Vogt des Klosters Helmarshausen und des von ihm 1093 gegründeten Kloster Bursfelde.
Heinrich gehörte zunächst zu den Unterstützern des Gegenkönigs Hermann von Salm, mit dem er verschwägert war. 1086 wechselten er und seine Brüder jedoch auf die Seite Heinrichs IV.
Seine Frau Gertrud von Braunschweig war die einzige Schwester Ekberts II., dessen Ehe kinderlos blieb. Sie wäre damit nach dem Erbrecht die Erbin der Grafschaft Friesland gewesen, als ihr Bruder 1090 starb. Die Grafschaft gelangte jedoch unter die Verwaltung des Bischofs Konrad von Utrecht. Konrad wurde 1099 ermordet, und Heinrich gelang es 1101 durch die Gnade des Kaisers, die Grafschaft zu gewinnen. Die Ministerialen Utrechts, die ihre Stellung durch Heinrich bedroht sahen, die friesischen Schiffer, deren Abgaben Heinrich neu regeln wollte, und die Stadt Staveren, deren Sonderrechte er nicht anerkannte, verbündeten sich gegen ihn. Sie empfingen Heinrich freundlich, doch mit Hinterlist. Als er dies merkte, versuchte er, auf das Meer zu fliehen, wurde aber von Schiffern ertränkt. Gertrud entkam dem Anschlag knapp. Heinrichs Todesdatum ist nicht überliefert, lediglich der Tag seiner Beisetzung im Bursfelder Kloster am 10. April 1101.
Der katlenburgische und brunonische Besitz kam über Heinrichs Tochter Richenza, die mit Lothar von Süpplingenburg verheiratet war, an die Welfen.

## Nachkommen
Aus der Ehe mit Gertrud gingen drei Kinder hervor:
- Otto III. von Northeim, 1086/88–1117
- Richenza, Erbin von Braunschweig-Northeim, 1086/87–1141
- Gertrud, Erbin von Bentheim und Rheineck, um 1090–vor 1165 ⚭ 1.) Siegfried I. (Weimar-Orlamünde) und 2.) Otto I. von Salm